# U.S. Highway 41
Der U.S. Highway 41 (auch U.S. Route 41 oder US 41) ist ein Highway, der auf 3219 km Länge von Miami in Florida bis Copper Harbor in Michigan verläuft. Die wichtigsten Städte, die der Highway passiert, sind Tampa, Atlanta, Nashville, Chicago und Milwaukee.

## Verlauf

### Florida
Von Miami bis Jennings an der Grenze zu Georgia verläuft der Highway auf 771 km Länge. Der Abschnitt von Miami bis Tampa wird auch als Tamiami Trail bezeichnet. Der erste Teil dieses Trails verläuft von Miami nach Westen und durchquert dabei die Everglades. Ab Naples führt der Highway entlang der Westküste Floridas nach Norden.

### Georgia
Von der Grenze zu Florida südöstlich des Lake Parks bis zur Grenze zu Tennessee nordwestlich von Indian Springs verläuft der Highway auf 609 km Länge. Bis hierhin verläuft der Highway parallel zur Interstate 75.

### Tennessee
Von East Ridge an der Grenze zu Georgia bis zur Grenze zu Kentucky nordwestlich von Adams verläuft der Highway auf 311 km Länge. Bis Hopkinsville in Kentucky verläuft der Highway parallel zur Interstate 24.

### Kentucky
Von Guthrie an der Grenze zu Tennessee bis Henderson an der Grenze zu Indiana, die hier vom Ohio River gebildet wird, verläuft der Highway auf 168 km Länge.

### Indiana
Von Evansville an der Grenze zu Kentucky bis Hammond an zur Grenze zu Illinois verläuft der Highway auf 450 km Länge. In Hammond wird das Ufer des Michigansees erreicht.

### Illinois
Von Chicago an der Grenze zu Indiana bis nördlich von Zion an der Grenze zu Wisconsin verläuft der Highway auf 104 km Länge. Er führt dabei am Westufer des Michigansees entlang und teilt sich ab Höhe von Zion mit der Interstate 94 eine gemeinsame Trasse.

### Wisconsin
Von der Grenze zu Illinois südlich von Kenosha bis Marinette an der Grenze zu Michigan verläuft der Highway auf 362 km Länge. Bis Milwaukee teilt sich der Highway die Trasse mit der Interstate 94, im weiteren Verlauf bis Green Bay mit der Interstate 43. Erst danach hat der U.S. 41 wieder einen eigenen Trassenverlauf. Die Brücke über den Menominee River markiert die Grenze zu Michigan.

### Michigan
Von Menominee an der Grenze zu Wisconsin bis zu seinem nördlichen Endpunkt bei Copper Harbor auf der Keweenaw Peninsula verläuft der Highway auf 449 km Länge.

## Nebenrouten des U.S. 41
- Der U.S. Highway 141 führt auf einer Länge von 272 km von Bellevue in Wisconsin bis kurz vor L’Anse in Michigan. Von Howard bis Abrams in Wisconsin haben U.S. 41 und U.S. 141 einen gemeinsamen Trassenverlauf.

- Als U.S. Highway 241 wurden zwei ehemalige Nebenstrecken bezeichnet, die von Tennessee nach Kentucky sowie von Alabama nach Tennessee führten.

- Der U.S. Highway 341 führt innerhalb von Georgia auf 360 km Länge von Barnesville nach Brunswick.

- Der U.S. Highway 441 führt auf einer Länge von 1511 km von Miami in Florida bis Rocky Top in Tennessee.

- Als U.S. Highway 541 wurde von 1931 bis 1951 ein Abschnitt des heutigen U.S. 41 von Tampa nach Lutz in Florida bezeichnet, bevor dieser weiter nach Norden verlängert wurde.

- Der U.S. Highway 641 führt auf einer Länge von 357 km von Marion in Kentucky bis Clinton in Tennessee.